# Ряд Вінера
Ряд Вінера — це ортогональний розклад для нелінійних функціоналів, який тісно пов'язаний із рядом Вольтерри і стосується його так само, як ортогональний поліноміальний розклад стосується степеневого ряду. Ряд Вінера — це дискретний аналог ряду Вольтерри.
Ряд Вінера має вигляд
{\displaystyle Y(x_{1},\dots ,x_{n})=a_{0}+\sum \limits _{i=1}^{n}a_{i}x_{i}+\sum \limits _{i=1}^{n}\sum \limits _{j=i}^{n}a_{ij}x_{i}x_{j}+\sum \limits _{i=1}^{n}\sum \limits _{j=i}^{n}\sum \limits _{k=j}^{n}a_{ijk}x_{i}x_{j}x_{k}+\ldots }
Цей ряд у математичній літературі часто називають розкладом Іто (за іменем японського математика Кійосі Іто), який повністю йому еквівалентний.

## Історія
У 1920-х роках Норберт Вінер у бесідах із Полем Леві, учнем італійського математика Віто Вольтерри, ознайомився з теорією аналітичних функціоналів. Вінер, за аналогією з теорією Леві подання броунівського руху у вигляді інтегралів аналітичних функціоналів Вольтерри, застосував ряди Вольтерри для приблизного аналізу ефекту радіолокаційного шуму в нелінійному ланцюзі радіоприймача.
Тоді ж, А. М. Колмогоров сформулював проблему синтезу оптимального нелінійного передбачального фільтра. Подальшого розвитку ідея набула в теорії лінійної фільтрації Колмогорова — Вінера.
На початку 1960-х років Д. Габор запропонував універсальний передбачальний фільтр зі самонастроюванням у процесі навчання; фільтр реалізує алгоритм передбачання майбутнього значення стаціонарної функції часу за її передісторією шляхом знаходження оптимальних вагових коефіцієнтів розширеного оператора передбачання. Цей оператор і подається дискретним аналогом неперервного ряду Вольтерри — рядом Вінера.
Пізніше О. Г. Івахненко використав цей підхід і ряд Вінера в методі групового урахування аргументів, назвавши оператор «поліномом Колмогорова — Габора».